# Send Me an Angel
„Send Me an Angel“ je rocková balada z roku 1990 od kapely Scorpions. Vydána byla na albu Crazy World. Spolu se skladbou „Wind of Change“ se stala podpisovou skladbou alba a dosáhla 44. místo v žebříčku Billboard Hot 100, 8. místo v Mainstream Rock Tracks a vysoké pozice v žebříčcích evropských zemí, například 3. místo v Polsku.

## Seznam skladeb
7" singl
1. „Send Me an Angel“ — 4:34
2. „Crazy World“ — 5:08

CD maxi
1. „Send Me an Angel“ — 4:34
2. „Crazy World“ — 5:08
3. „Holiday“ (live) — 3:15

## Sestava
- Klaus Meine - zpěv
- Rudolf Schenker - sólová kytara
- Matthias Jabs - akustická kytara
- Francis Buchholz - basová kytara
- Herman Rarebell - bicí